# 汉口盐业银行大楼
汉口盐业银行大楼，是一处近代银行大楼，位于中华人民共和国湖北省武汉市江岸区中山大道988号北京路口。该建筑由盐业银行在1926年兴建。现建筑为中国工商银行江岸支行所在，并为湖北省文物保护单位。

## 历史
盐业银行为民国初年开办的一座盐务实业银行，1914年10月获批筹办。建筑由盐业银行于1926年投资兴造，1932年整体完工。1938年日军攻下武汉三镇后的11月3日起，建筑被用作华中派遣军司令部的指挥所。抗战结束后盐业银行复业，1948年国民政府为发放金圆券，在盐业银行大楼的营业厅里专设收兑黄金的窗口。1952年末盐业银行加入公私合营随后结业，现建筑作为中国工商银行江岸支行的机构大楼使用。

## 建筑概述

建筑侧面

该建筑为五层钢筋混凝土结构银行大楼，由景明洋行负责其设计，起初由汉合顺营造厂负责工程，但此后因官司又改由汉协盛营造厂承建。整体占地2068.66平方米，呈西方古典主义建筑风格。建筑正面面对中山大道，设有横越2层的高大柱廊，其外为6根多利克立柱，两侧各1根，中间置有两组，每组2根立柱并排。4层以上外立面设有阔檐，檐上有“盐业”二字的徽章。建筑整体造于高台上，主楼层为2层，用作营业大厅，内部挑高极高，装修亦颇为豪华；其上2层作办公楼层。

## 建筑保护
1993年7月28日，建筑以“盐业银行”的名义被武汉市人民政府列为第一批武汉市优秀历史建筑。1998年5月27日，建筑以“盐业银行大楼”的名义被武汉市人民政府列为第四批武汉市文物保护单位。2008年3月27日，建筑以“汉口盐业银行大楼”的名义被湖北省人民政府公布为第五批湖北省文物保护单位。
建筑作为文物的保护范围：汉口盐业银行大楼及周围一定范围。以大楼外墙为界，东南面向外延伸20米，西南面向外延伸30米，西北面向外延伸6米至中山大道东侧规划道路红线，东北面向外延伸6米至北京路现状道路边线。
建筑作为文物的建设控制地带：以保护范围为界，东南面向外延伸150米至胜利街规划道路中线，西南面向外延伸53米至规划道路红线，西北面向外延伸14米至中山大道规划道路中线，东北面向外延伸5米至北京路规划道路中线。

## 事件
2023年，有媒体报道，汉口盐业银行大楼周边，有房地产开发公司非法施工，威胁该建筑安全。